# Pandemia de COVID-19 en Comoras
Se confirmó que la pandemia de COVID-19 había llegado a las Comoras el 30 de abril de 2020, y el 4 de mayo se anunció la primera muerte.  El 21 de julio se resolvieron todos los casos en la isla de Mohéli.

## Cronología

### Abril de 2020
Como medida preventiva, los viajeros que llegaban debían ser puestos en cuarentena durante 14 días a su llegada. Para evitar la propagación del virus, el gobierno canceló todos los vuelos entrantes y prohibió las grandes reuniones.
El 15 de abril, una persona que llegó a Mayotte procedente de Comoras dio positivo por COVID-19.
El 16 de abril, Dominique Voynet, Director de la Agencia Regional de Salud de Mayotte, anunció que una persona que murió el 8 de abril antes de ser evacuada a Mayotte sobre la base de una radiografía de COVID-19 era Said Toihir, el Gran Mufti de las Comoras. El anuncio provocó una ruptura diplomática entre Comoras y Francia. Mohamed El-Amine Souef, ministro de Relaciones Exteriores de Comoras, dijo: «Si se confirma un caso en las Comoras, no es Dominique Voynet quien lo anuncia, somos independientes desde el 6 de julio de 1975».
El 17 de abril, la Organización Mundial de la Salud entregó ayuda médica a las Comoras.
El 20 de abril, el rapero Cheikh Mc publicó un video diciendo que su esposa se había sido contagiado de COVID-19. El rapero fue detenido por la gendarmería a las 16:00 horas después de que el video se viralizara en redes sociales. Cheikh Mc fue liberado nuevamente alrededor de las 21:00. El Ministerio de Salud anunció el 21 de abril que los temores de Cheikh Mc no podrían confirmarse sin pruebas, pero se haría un seguimiento de los contactos de su esposa. El 22 de abril, se entregó una máquina de detección de reacción en cadena de la polimerasa (PCR) y las Comoras pudieron
| Casos de COVID-19 en Comoras Muertes Recuperaciones Casos activos abrmayjunjulagosepoctnovdicÚltimos 15 días | Casos de COVID-19 en Comoras Muertes Recuperaciones Casos activos abrmayjunjulagosepoctnovdicÚltimos 15 días | Casos de COVID-19 en Comoras Muertes Recuperaciones Casos activos abrmayjunjulagosepoctnovdicÚltimos 15 días | Casos de COVID-19 en Comoras Muertes Recuperaciones Casos activos abrmayjunjulagosepoctnovdicÚltimos 15 días | Casos de COVID-19 en Comoras Muertes Recuperaciones Casos activos abrmayjunjulagosepoctnovdicÚltimos 15 días |
| --- | --- | --- | --- | --- |
| Fecha | Fecha | | N.º de casos                                                                                                 | N.º de casos                                                                                                 |
| 2020-04-30                                                                                                   | 2020-04-30                                                                                                   | | 1(—) | |
| 2020-05-01                                                                                                   | 2020-05-01                                                                                                   | | 1(=) | |
| 2020-05-02                                                                                                   | 2020-05-02                                                                                                   | | 3(+200%) | |
| 2020-05-03                                                                                                   | 2020-05-03                                                                                                   | | 3(=) | |
| 2020-05-04                                                                                                   | 2020-05-04                                                                                                   | | 4(+33%) | |
| 2020-05-05                                                                                                   | 2020-05-05                                                                                                   | | 4(=) | |
| 2020-05-06                                                                                                   | 2020-05-06                                                                                                   | | 8(+100%) | |
| ⋮ | ⋮ | | 8(=) | |
| 2020-05-09                                                                                                   | 2020-05-09                                                                                                   | | 11(+38%) | |
| ⋮ | ⋮ | | 11(=) | |
| 2020-05-14                                                                                                   | 2020-05-14                                                                                                   | | 11(=) | |
| ⋮ | ⋮ | | 11(=) | |
| 2020-05-19                                                                                                   | 2020-05-19                                                                                                   | | 34(+209%) | |
| ⋮ | ⋮ | | 34(=) | |
| 2020-05-22                                                                                                   | 2020-05-22                                                                                                   | | 78(+129%) | |
| 2020-05-23                                                                                                   | 2020-05-23                                                                                                   | | 78(=) | |
| 2020-05-24                                                                                                   | 2020-05-24                                                                                                   | | 87(+12%) | |
| ⋮ | ⋮ | | 87(=) | |
| 2020-05-27                                                                                                   | 2020-05-27                                                                                                   | | 87(=) | |
| ⋮ | ⋮ | | 87(=) | |
| 2020-05-30                                                                                                   | 2020-05-30                                                                                                   | | 106(+22%) | |
| ⋮ | ⋮ | | 106(=) | |
| 2020-06-02                                                                                                   | 2020-06-02                                                                                                   | | 132(+25%) | |
| 2020-06-03                                                                                                   | 2020-06-03                                                                                                   | | 132(=) | |
| 2020-06-04                                                                                                   | 2020-06-04                                                                                                   | | 132(=) | |
| 2020-06-05                                                                                                   | 2020-06-05                                                                                                   | | 132(=) | |
| 2020-06-06                                                                                                   | 2020-06-06                                                                                                   | | 141(+6,8%)                                                                                                   | |
| ⋮ | ⋮ | | 141(=) | |
| 2020-06-10                                                                                                   | 2020-06-10                                                                                                   | | 162(+15%) | |
| 2020-06-11                                                                                                   | 2020-06-11                                                                                                   | | 162(=) | |
| 2020-06-12                                                                                                   | 2020-06-12                                                                                                   | | 163(+0,62%)                                                                                                  | |
| 2020-06-13                                                                                                   | 2020-06-13                                                                                                   | | 176(+8%) | |
| ⋮ | ⋮ | | 176(=) | |
| 2020-06-16                                                                                                   | 2020-06-16                                                                                                   | | 197(+12%) | |
| 2020-06-17                                                                                                   | 2020-06-17                                                                                                   | | 197(=) | |
| 2020-06-18                                                                                                   | 2020-06-18                                                                                                   | | 210(+6,6%)                                                                                                   | |
| 2020-06-19                                                                                                   | 2020-06-19                                                                                                   | | 210(=) | |
| 2020-06-20                                                                                                   | 2020-06-20                                                                                                   | | 247(+18%) | |
| ⋮ | ⋮ | | 247(=) | |
| 2020-06-23                                                                                                   | 2020-06-23                                                                                                   | | 265(+7,3%)                                                                                                   | |
| 2020-06-24                                                                                                   | 2020-06-24                                                                                                   | | 265(=) | |
| 2020-06-25                                                                                                   | 2020-06-25                                                                                                   | | 272(+2,6%)                                                                                                   | |
| ⋮ | ⋮ | | 272(=) | |
| 2020-06-30                                                                                                   | 2020-06-30                                                                                                   | | 303(+11%) | |
| ⋮ | ⋮ | | 303(=) | |
| 2020-07-03                                                                                                   | 2020-07-03                                                                                                   | | 309(+2%) | |
| 2020-07-04                                                                                                   | 2020-07-04                                                                                                   | | 309(=) | |
| 2020-07-05                                                                                                   | 2020-07-05                                                                                                   | | 311(+0,65%)                                                                                                  | |
| ⋮ | ⋮ | | 311(=) | |
| 2020-07-08                                                                                                   | 2020-07-08                                                                                                   | | 313(+0,64%)                                                                                                  | |
| 2020-07-09                                                                                                   | 2020-07-09                                                                                                   | | 314(+0,32%)                                                                                                  | |
| 2020-07-10                                                                                                   | 2020-07-10                                                                                                   | | 314(=) | |
| 2020-07-11                                                                                                   | 2020-07-11                                                                                                   | | 317(+0,96%)                                                                                                  | |
| ⋮ | ⋮ | | 317(=) | |
| 2020-07-15                                                                                                   | 2020-07-15                                                                                                   | | 321(+1,3%)                                                                                                   | |
| 2020-07-16                                                                                                   | 2020-07-16                                                                                                   | | 328(+2,2%)                                                                                                   | |
| ⋮ | ⋮ | | 328(=) | |
| 2020-07-19                                                                                                   | 2020-07-19                                                                                                   | | 334(+1,8%)                                                                                                   | |
| 2020-07-20                                                                                                   | 2020-07-20                                                                                                   | | 334(=) | |
| 2020-07-21                                                                                                   | 2020-07-21                                                                                                   | | 337(+0,9%)                                                                                                   | |
| 2020-07-22                                                                                                   | 2020-07-22                                                                                                   | | 337(=) | |
| 2020-07-23                                                                                                   | 2020-07-23                                                                                                   | | 337(=) | |
| 2020-07-24                                                                                                   | 2020-07-24                                                                                                   | | 337(=) | |
| 2020-07-25                                                                                                   | 2020-07-25                                                                                                   | | 340(+0,89%)                                                                                                  | |
| ⋮ | ⋮ | | 340(=) | |
| 2020-08-01                                                                                                   | 2020-08-01                                                                                                   | | 386(+14%) | |
| ⋮ | ⋮ | | 386(=) | |
| 2020-08-04                                                                                                   | 2020-08-04                                                                                                   | | 388(+0,52%)                                                                                                  | |
| ⋮ | ⋮ | | 388(=) | |
| 2020-08-08                                                                                                   | 2020-08-08                                                                                                   | | 399(+2,8%)                                                                                                   | |
| ⋮ | ⋮ | | 399(=) | |
| 2020-08-12                                                                                                   | 2020-08-12                                                                                                   | | 399(=) | |
| ⋮ | ⋮ | | 399(=) | |
| 2020-09-01                                                                                                   | 2020-09-01                                                                                                   | | 423(+6.0%)                                                                                                   | |
| ⋮ | ⋮ | | 423(=) | |
| 2020-09-08                                                                                                   | 2020-09-08                                                                                                   | | 456(+7.8%)                                                                                                   | |
| ⋮ | ⋮ | | 456(=) | |
| 2020-09-15                                                                                                   | 2020-09-15                                                                                                   | | 457 +0.2% | |
| 2020-09-16                                                                                                   | 2020-09-16                                                                                                   | | 467(+2.2%)                                                                                                   | |
| ⋮ | ⋮ | | 467(=) | |
| 2020-09-23                                                                                                   | 2020-09-23                                                                                                   | | 467(=) | |
| 2020-09-24                                                                                                   | 2020-09-24                                                                                                   | | 467(=) | |
| 2020-09-25                                                                                                   | 2020-09-25                                                                                                   | | 474(+1.5%)                                                                                                   | |
| ⋮ | ⋮ | | 474(=) | |
| 2020-10-01                                                                                                   | 2020-10-01                                                                                                   | | 484(+2.1%)                                                                                                   | |
| ⋮ | ⋮ | | 484(=) | |
| 2020-10-07                                                                                                   | 2020-10-07                                                                                                   | | 491(+1.4%)                                                                                                   | |
| ⋮ | ⋮ | | 491(=) | |
| 2020-10-13                                                                                                   | 2020-10-13                                                                                                   | | 496 +1.0% | |
| ⋮ | ⋮ | | 496(=) | |
| 2020-10-30                                                                                                   | 2020-10-30                                                                                                   | | 537 +8.2% | |
| 2020-10-31                                                                                                   | 2020-10-31                                                                                                   | | 545 +1.5% | |
| ⋮ | ⋮ | | 545(=) | |
| 2020-11-04                                                                                                   | 2020-11-04                                                                                                   | | 554 +1.7% | |
| ⋮ | ⋮ | | 554(=) | |
| 2020-11-18                                                                                                   | 2020-11-18                                                                                                   | | 591 +6.7% | |
| ⋮ | ⋮ | | 591(=) | |
| 2020-11-22                                                                                                   | 2020-11-22                                                                                                   | | 596 +0.8% | |
| ⋮ | ⋮ | | 596(=) | |
| 2020-12-01                                                                                                   | 2020-12-01                                                                                                   | | 613( +2.9%)                                                                                                  | |
| ⋮ | ⋮ | | 613(=) | |
| 2020-12-18                                                                                                   | 2020-12-18                                                                                                   | | 643( +4.8%)                                                                                                  | |
| ⋮ | ⋮ | | 643(=) | |
| 2020-12-22                                                                                                   | 2020-12-22                                                                                                   | | 693( +7.8%)                                                                                                  | |
| 2020-12-23                                                                                                   | 2020-12-23                                                                                                   | | 693(=) | |
| 2020-12-24                                                                                                   | 2020-12-24                                                                                                   | | 715( +3.1%)                                                                                                  | |
| ⋮ | ⋮ | | 715(=) | |
| 2020-12-31                                                                                                   | 2020-12-31                                                                                                   | | 823( +15%)                                                                                                   | |
| Fuente: stopcoronavirus.km                                                                                   | | | | |

comenzar a realizar pruebas de COVID-19 a partir del 23 de abril.
El 30 de abril se confirmó el primer caso, un hombre de 50 años que ingresó en el hospital El-Maarouf de Moroni el 23 de abril. El paciente había estado en contacto con un ciudadano franco-comorano el 18 de marzo.  
El 2 de mayo, Ibrahim Djabir, jefe del departamento de emergencias del hospital de El-Maarouf, dijo que su estado estaba mejorando, pero que todavía recibía oxígeno. Se está estudiando el protocolo para casos leves que no requieren hospitalización, pero probablemente recibirán Artequick en tableta. 
presidente Azali Assoumani también reveló que se había instituido un toque de queda .

### Mayo de 2020
El 2 de mayo, se anunció que dos casos más habían dado positivo. Todos los casos se encontraban en la isla de Gran Comora, hubo una videoconferencia entre el presidente Assoumani y el presidente Rajoelina de Madagascar. Madagascar envió ayuda médica a las Comoras. 
El 4 de mayo se anunció la primera muerte. 
El 6 de mayo, el presidente Azali Assoumani anunció que el confinamiento total no era una opción para las islas. Se recibió una donación de 100 000 mascarillas y la India envió suministros médicos y médicos para apoyar la atención médica local. 
A la fecha había ocho casos, cinco de los cuales se encontraban en Gran Comora y tres en Mohéli. Se realizaron pruebas a 54 personas y se rastrearon 53 contactos. 
El 8 de mayo, UNICEF donó 5 ventiladores al Ministerio de Salud. Comoras tenía casi 25 ventiladores en las tres islas. 
El 13 de mayo, Naciones Unidas donó 1.000 pruebas rápidas al Ministerio de Salud. 
El 16 de mayo llegó el primer vuelo de repatriación de Tanzania con 134 personas a bordo. 70 personas regresaron de Kenia y el 17 de mayo llegarán dos vuelos más desde Tanzania. 
El 19 de mayo, el virus se confirmó en Anjouan (Ngazidja) y ahora está activo en todas las islas principales. 
El 21 de mayo, el Gran Muftí solicitó que la gente celebrara Eid al-Fitr en casa en estos tiempos excepcionales. 
En mayo hubo 105 nuevos casos, con lo que el número total de casos confirmados asciende a 106. El número de muertos fue de 2. Se recuperaron 26 pacientes, dejando 78 casos activos al final del mes. 

### Junio de 2020
Durante el mes de junio se registraron 197 nuevos casos, lo que elevó el número total de casos confirmados a 303. El número de muertos aumentó a 7. El número de pacientes recuperados aumentó de 174 a 200, dejando 96 casos activos al final del mes (23 % más que a finales de mayo). 

### Julio de 2020
El 8 de julio, el presidente hizo obligatorio el uso de mascarillas al aire libre en todo el territorio. 
El 21 de julio, la isla de Mohéli ya no tenía casos activos de COVID-19.
En julio hubo 83 nuevos casos, lo que elevó el número total de casos a 386. El número de muertos se mantuvo sin cambios. El número de pacientes recuperados aumentó a 330, dejando 49 casos activos al final del mes. 

### Agosto de 2020
En agosto hubo 37 casos nuevos, lo que elevó el número total de casos confirmados a 423. El número de muertos se mantuvo sin cambios.  Al final del mes había 17 casos activos. 

### Septiembre de 2020
Hubo 55 casos nuevos en septiembre, lo que elevó el número total de casos confirmados a 478. El número de muertos se mantuvo sin cambios. Al final del mes, 458 pacientes se habían recuperado, dejando 7 casos activos hasta octubre.

### Octubre de 2020
En octubre hubo 67 nuevos casos, lo que eleva el número total de casos confirmados a 545. El número de muertos se mantuvo sin cambios. Al final del mes, 498 pacientes se habían recuperado, dejando 40 casos activos.

### Noviembre de 2020
En noviembre se registraron 66 nuevos casos, lo que elevó el número total de casos confirmados a 611. El número de muertos se mantuvo sin cambios. El número de pacientes recuperados aumentó a 586, dejando 18 casos activos al final del mes.

### December 2020
En diciembre se registraron 212 nuevos casos, lo que elevó el número total de casos confirmados a 823. El número de muertos aumentó a 10. El número de pacientes recuperados aumentó a 705, dejando 108 casos activos al final del mes

## Medidas preventivas
- Todas las escuelas han sido cerradas.[33]
- Los viajeros que llegan son puestos en cuarentena durante 14 días.[34]
- Los vuelos entrantes están prohibidos.[34]
- Las grandes reuniones están prohibidas.[34]
- El toque de queda se estableció entre las 20:00 y las 05:00 a partir del 25 de abril.[35]